# Scheloribates longiporosus
Scheloribates longiporosus är en kvalsterart som beskrevs av Kulijev 1968. Scheloribates longiporosus ingår i släktet Scheloribates och familjen Scheloribatidae. Inga underarter finns listade i Catalogue of Life.